# SN 2006rr
SN 2006rr – supernowa typu Ia odkryta 10 listopada 2006 roku w galaktyce A022528+0717. Jej maksymalna jasność wynosiła 19,67m.